# Campo di concentramento di Tonezza del Cimone
Il campo di concentramento di Tonezza del Cimone, istituito presso la Colonia Alpina Umberto I a Tonezza del Cimone (provincia di Vicenza), fu uno dei campi di concentramento della Repubblica Sociale Italiana a livello provinciale per adunarvi gli ebrei in attesa di deportazione. Fu operante dal 20 dicembre 1943 al 2 febbraio 1944.

## Storia
La Colonia Alpina Umberto I di Tonezza del Cimone, operante dal 1899 come luogo di vacanza e cura per bambini e adolescenti, fu requisita il 10 dicembre 1943 dal prefetto di Vicenza per concentrarvi gli ebrei della provincia. Il grande edificio, con una capienza di oltre 100 posti letto (potenzialmente espandibili a 200), garantiva ampi spazi per l'alloggiamento degli internati. Il campo diventò ufficialmente operativo il 20 dicembre. La gestione era affidata a personale italiano sotto la responsabilità del Ministero dell'Interno della Repubblica Sociale Italiana. La sicurezza era garantita da 5 Carabinieri, mentre la logistica era affidata a personale civile di Tonezza (1 cuoca, 1 aiuto-cuoca, 1 ragazzo ed 1 factotum). Direttore ne fu il funzionario di Pubblica Sicurezza, maggiore Silvio Toniolo.
Prima dell'8 settembre 1943 erano presenti, in provincia di Vicenza, 621 ebrei in "internamento libero" ovvero obbligati a risiedere in uno dei comuni prestabiliti, sotto il controllo delle autorità locali coadiuvate dai carabinieri. In gran parte provenivano fin dal 1941 dalla Jugoslavia, e dalle altre nazioni invase dall'Asse. La svolta della politica nei loro confronti si ebbe dopo l'8 settembre 1943 quando il peso delle decisioni tedesche obbligò gli esponenti della R.S.I. a considerare gli ebrei quali cittadini di nazionalità nemica da rinchiudere in campi di concentramento. Successivamente, nonostante i tentativi di personalità, di alcuni funzionari civili e del clero, gli ebrei furono deportati verso i campi di sterminio.
Dei 621 ebrei ufficialmente detenuti nei comuni, 45 furono arrestati nel novembre 1943 e trasferiti a Tonezza. Gran parte degli altri erano fuggiti immediatamente dopo la data dell'armistizio, spesso con l'aiuto attivo della popolazione locale. Approfittando della confusione e della disorganizzazione di quei giorni, molti riuscirono ad attraversare le linee ed a raggiungere la Puglia.
Il gruppo di 45 prigionieri tra i quali famiglie con bambini, accompagnati da 5 carabinieri, che giunsero al campo il 23 dicembre 1943, fu il primo e l'unico a soggiornarvi. Di conseguenza il campo rimase sottoutilizzato, cosa che non mancò di suscitare ripetute rimostranze da parte del Ministero. 
Il 30 gennaio 1944 tutti i 45 detenuti furono trasportati fino alla stazione di Vicenza. Qui, una delle prigioniere, una donna tedesca si impose all'ufficiale delle SS, affermando di essere ariana e che quindi non potevano deportarla, né suo marito (ebreo), né il figlio minorenne. Dopo avere fatto dei controlli, i tre furono liberati e tornarono ad Arsiero.
Tutti gli altri, insieme con altri ebrei fino ad allora incarcerati al Teatro Olimpico di Vicenza, furono deportati con il trasporto che era partito il giorno stesso dal binario 21 della stazione centrale di Milano con destinazione Auschwitz. Non risultano sopravvissuti. 
Il campo di Tonezza, nonostante tutte le insistenze ministeriali, fu ufficialmente chiuso il 2 febbraio 1944. Nei mesi successivi ospiterà la Scuola Allievi Sottufficiali della G.N.R. e sarà teatro dell'attacco partigiano del 15 luglio 1944.
Oggi ospita la Scuola Alberghiera Engim Veneto. Il 30 gennaio 2024 è stata inaugurata la "pietra della memoria".